# کرفتو (دیواندره)
کرفتو یک روستا در ایران است که در دهستان اوباتو واقع شده‌است. کرفتو ۳۲۶ نفر جمعیت دارد.